# Andro Knego
Andro Knego (Dubrovnik, 21. listopada 1956.), hrvatski košarkaš, bivši jugoslavenski reprezentativac.
Dobitnik je Državne nagrade za šport "Franjo Bučar" 2001.
Do danas je ostao najbolji košarkaš podrijetlom s dubrovačkog područja. Igrao je na položaju centra. Igrao je '80-ih i '90-ih. Karijeru je počeo u Dubrovniku, a nastavio u Ciboni u kojoj je proveo veći dio svoje karijere. Sezonu 1985./86. igrao je u Španjolskoj u Caja Madridu, a od 1987. do 1990. u Italiji u Montecatiniju. 1996. se nakon 4 godine neigranja reaktivirao i odigrao jednu sezonu u austrijskom WBC Welsu.
Za vrijeme crnogorske agresije na rodne mu Konavle, iz kuće su mu crnogorski agresori pokrali sva odličja.

## Igračka karijera

### Klupska karijera
U karijeri je igrao za Dubrovnik, "Cibonu", Caju Madrid, Montecatini i WBC Wels.
S Cibonom je došao do finala Kupa Radivoja Koraća 1979./80, gdje ih je zaustavio talijanski Arrigoni. Sezone 1981./82. osvojio je s Cibonom Kup pobjednika kupova, pobijedivši u Bruxellesu madridski Real s Brabenderom i Delibašićem, nakon produžetka, 96:95. Iste godine, osvojio je i prvo prvenstvo Jugoslavije za Cibonu, pobijedivši beogradski Partizan sa Slavnićem i Dalipagićem. Kup europskih prvaka su osvojili 1984./85., pobijedivši u finalu madridski Real. U sezoni 1986./87. su osvojili Kup pobjednika kupova, pobijedivši u finalu talijanski Scavolini.